# Ippolito Giani
Ippolito „Ito” Giani (ur. 8 września 1941 w Varese, zm. 28 września 2018 tamże) – włoski lekkoatleta, sprinter.
Wystąpił w biegu na 100 metrów na igrzyskach olimpijskich w 1964 w Tokio, ale odpadł w eliminacjach.
Na pierwszych europejskich igrzyskach halowych w 1966 w Dortmundzie zdobył srebrny medal w sztafecie szwedzkiej  4+3+2+1 okrążenie (Włosi biegli w składzie: Bruno Bianchi, Sergio  Bello, Sergio Ottolina i Giani). Na mistrzostwach Europy w 1966 w Budapeszcie zajął 5. miejsce w finale biegu na 100 metrów oraz 6. miejsce w sztafecie 4 × 100 metrów (w składzie: Ennio Preatoni, Giani, Nello Simoncelli i Ottolina). Odpadł w eliminacjach sztafety 4 × 2 okrążenia (w składzie: Giani, Roberto Frinolli, Bianchi i Bello) na europejskich igrzyskach halowych w 1967 w Pradze.
Zdobył złoty medal w sztafecie 4 × 100 metrów (w składzie: Giani, Preatoni, Vittorio Roscio i Livio Berruti) oraz brązowe medale w biegu na 100 metrów i biegu na 200 metrów na uniwersjadzie w 1967 w Tokio. Zwyciężył w biegu na 200 metrów i w sztafecie 4 × 100 metrów (w składzie: Giani, Preatoni, Pasquale Giannattasio i Carlo Laverda) na igrzyskach śródziemnomorskich w 1967 w Tunisie. Odpadł w eliminacjach biegu na 50 metrów na europejskich igrzyskach halowych w 1968 w Madrycie.
Musiał zakończyć wyczynowe uprawianie lekkoatletyki po wypadku motocyklowym, którego doznał w 1969.
Giani był mistrzem Włoch w biegu na 200 metrów w 1967 oraz w sztafecie 4 × 100 metrów w 1965.
27 września 1968 w Meksyku wyrównał rekord Włoch w sztafecie 4 × 100 metrów czasem 39,3 s.